# Zgromadzenie Ludowe (Abchazja)
Zgromadzenie Ludowe Abchazji (abch. Аҧсны жәлар реизара, gruz. აფხაზეთის რესპუბლიკის სახალხო კრება, ros.  Народное Собрание Республики Абхазия) – jednoizbowy parlament Abchazji, złożony z 35 członków wybieranych na 5-letnią kadencję.
W latach 1978–1992 parlament Abchazji funkcjonował jako Rada Najwyższa Abchaskiej ASRR, a następnie w latach 1992–1994 jako Rada Najwyższa Republiki Abchazji. 23 lipca 1992 roku Rada Najwyższa zdecydowała o uchyleniu mocy prawnej konstytucji z 1978 roku, przyjętej po protestach w Gruzji w 1978 roku. Zdecydowano o przywróceniu konstytucji z 1925 roku i ustanowieniu Abchazji podmiotem prawa międzynarodowego. 14 sierpnia 1992 roku wojska gruzińskie wkroczyły do Abchazji celem jej odzyskania. 26 listopada 1994 roku Rada Najwyższa Abchazji zdecydowała o przyjęciu nowej konstytucji. Tego samego dnia Władisław Ardzinba został prezydentem Abchazji, a na przewodniczącego parlamentu wybrano Sokrata Dżindżoliję, który dotychczas był premierem Abchazji. Konstytucja została potwierdzona w referendum przeprowadzonym 3 października 1999 roku.
Rozdział 3 abchaskiej konstytucji ustanawia najwyższym organem ustawodawczym Zgromadzenie Ludowe, składające się z 35 deputowanych wybieranych na 5 lat. Członkiem parlamentu może zostać każdy obywatel Abchazji, który ukończył 25 lat i ma czynne prawo wyborcze. Funkcji posła nie można łączyć z urzędem Prezydenta Republiki Abchazji, członka Rady Ministrów, stanowiskami z rządzie lub władzy sądowniczej, a także z innymi płatnymi zajęciami z wyłączeniem nauczania i działalności twórczej.

## Przewodniczący parlamentu
| Imię i nazwisko    | Lata pełnienia funkcji |
| ------------------ | ---------------------- |
| Walerian Kobachija | 1978–1990              |
| Władisław Ardzinba | 1990–1994              |
| Sokrat Dżindżolija | 1994–2002              |
| Nugzar Aszuba      | 2002–2012              |
| Walerij Bganba     | 2012–2017              |
| Walerij Kwarczija  | od 2017                |